# Тре Понтони (Рим)
Тре Понтони је насеље у Италији у округу Рим, региону Лацио.
Према процени из 2011. у насељу је живело 777 становника. Насеље се налази на надморској висини од 86 м.